# Ghosted (série télévisée)
Pour les articles homonymes, voir Ghosted.
Ghosted est une série télévisée américaine en seize épisodes de 22 minutes créée par Tom Gormican et Kevin Etten, et diffusée entre le 1er octobre 2017 et le 22 juillet 2018 sur le réseau Fox et en simultané sur Citytv au Canada.
En France, elle est diffusée sur Fox Play depuis le 1er avril 2019.
Cette série est inédite en Belgique, en Suisse et au Québec.

## Synopsis
La série suit un sceptique aiguisé et un vrai génie du paranormal qui est recruté par une organisation appelée The Underground Bureau pour enquêter sur une série d'activités "inexpliquées" qui se produisent dans la région de Los Angeles, qui sont soi-disant liées à un entité mystérieuse qui pourrait menacer l'existence de l'espèce humaine.

## Distribution

### Acteurs principaux
- Craig Robinson (VF : Pascal Vilmen) : Leroy Wright
- Adam Scott (VF : Alexandre Gillet) : Max Jennifer
- Ally Walker (VF : Martine Irzenski) : Captain Ava Lafrey
- Adeel Akhtar (VF : Philippe Bozo) : Barry Shaw
- Amber Stevens West (VF : Flora Kaprielan) : Annie Carver

### Acteurs récurrents
- Kate Berlant : Linda (7 épisodes)
- Andy Blitz (en) : Bird (6 épisodes)
- Greg Romero Wilson : Davey (6 épisodes)
- Yimmy Yim : Sasha (6 épisodes)
- Harrison Lampert : Ken (6 épisodes)
- Kevin Dunn : Merv Minette (5 épisodes)
- Britt Lower (VF : Olivia Nicosia) : Claire Jennifer (3 épisodes)

## Production

### Développement
La série a été co-créé et produit par Tom Gormican (qui sert aussi d'écrivain) avec Craig Robinson et Adam Scott (qui joue aussi dans les rôles principaux), Naomi Scott, Mark Schuman, Oly Obst, Kevin Etten et le réalisateur Jonathan Krisel.
La série à une seule caméra est produite par Gettin 'Rad Productions, 3 Arts Entertainment et 20th Century Fox Television,.
Le 30 août 2016, Fox a commandé un engagement de production pour le projet de court métrage. Le 10 mai 2017, Fox a ordonné au pilote (court métrage) de passer en série.
Après deux mois de rediffusions en janvier et février 2018 (Football, Grammys, Superbowl, Jeux Olympiques, Oscars), Fox retire la série la série de l'horaire. Quatre épisodes sont programmés en juin 2018. Le 28 juin 2018, Fox annule la série. Les trois épisodes inédits sont ensuite programmés en juillet.

### Attribution des rôles
Le 30 août 2016, Fox lança Craig Robinson dans le rôle de Leroy Wright et Adam Scott dans le rôle de Max Allison,.
Edi Patterson (en) a été pris en tant que Delilah le 14 février 2017, le 1er mars, Ally Walker a été choisi comme capitaine Lafrey. Adeel Akhtar a été pris en tant que Barry le 9 mars.
Le 12 juillet, Amber Stevens West a été choisi comme Annie, qui a été joué par Edi Patterson dans le pilote.

### Fiche technique
- Titre original : Ghosted
- Création : Tom Gormican et Kevin Etten
- Réalisation : Jonathan Krisel, Lynn Shelton, Dean Holland, Rob Schrab, Kyle Newacheck, Jamie Babbit, Michael Patrick Jann, Rob Schrab, Jen Arnold, Wendey Stanzler
- Scénario : Tom Gormican, Blake McCormick, Sally Bradford McKenna, Sean Clements, Leila Strachan, Ryan Ridley, Sarah Peters, Kevin Etten, Tom Gormican, Blake McCormick, Ryan Ridley
- Photographie : Eric Cory
- Musique (compositeur) : Clay Layton
- Production (exécutive) : Tom Gormican, Craig Robinson, Adam Scott, Naomi Scott, Mark Schulman, Oly Obst, Kevin Etten, Jonathan Krisel, Paul Lieberstein
- Société(s) de production : Crowley Etten Productions, Gettin' Rad Productions, Additional Dialogue, TYPO, Inc., 3 Arts Entertainment, 20th Century Fox Television
- Société(s) de distribution : 20th Television
- Pays d'origine :  États-Unis
- Langue originale : Anglais
- Genre : Comedie, Fantasy, Surnaturel
- Durée : 22 minutes

### Diffusion internationale
La série a commencé à diffuser sur la chaîne câblée FXX dans les semaines qui ont suivi la première.
Au Royaume-Uni, elle est diffusée sur ITV2 le 30 octobre 2017.

## Épisodes
1. Le Bureau du Surnaturel (Pilot)
2. Ma-Bar (Bee-Mo)
3. Problèmes de cœur (Whispers)
4. Le cadavre de Dublin (Lockdown)
5. La machine (The Machine)
6. Sam (Sam)
7. Les Paranormecs (Ghost Studz)
8. Perculsus Elevor (Haunted Hayride)
9. La déchiqueteuse (Snatcher)
10. Sur écoute (The Wire)
11. Le nouveau patron (The Demotion)
12. La prémonition (The Premonition)
13. L'article (The Article)
14. Le triangle amoureux (Unbelievable)
15. Pop Pop (The Airplane)
16. Les balèzes du bureau (Hello Boys)

## Univers de la série

### Les personnages

#### Personnages principaux
- Leroy Wright est un flic de centre commercial et ancien détective de police qui a été renvoyé du LAPD après que son partenaire ait été tué pendant un appel. Il a un neveu près de lui.
- Max Jennifer est un employé de librairie et ancien professeur de Stanford. Il a écrit un livre sur le multivers. Sa femme a été enlevée par des étrangers, et il a été renvoyé de l'université de Stanford quand personne ne le croyait.
- Capitaine Ava Lafrey est le capitaine du Bureau.
- Barry Shaw est un scientifique au Bureau.
- Annie Carver est une employée technologique au Bureau.

#### Personnages récurrents
- Claire Jennifer est l'épouse de Max.

## Accueil

### Réception critique
La série a reçu des critiques mitigées à positives. Le site web de l'agrégateur Review Rotten Tomatoes lui a attribué 68 % de notes "fraîches" basées sur 25 critiques, avec un consensus « La chimie de Craig Robinson et Adam Scott est assez forte pour transporter la série Ghosted à travers une première saison qui trouve la série prometteur. ».